# Le Petit Grille-pain courageux : Objectif Mars
Série
Le Petit Grille-pain courageux : À la rescousse
(1997)
Pour plus de détails, voir Fiche technique et Distribution.
Le Petit Grille-pain courageux : Objectif Mars (The Brave Little Toaster Goes to Mars) est un film d'animation sorti en 1998. Il est produit par les studios Hyperion et Kushner-Locke (en) et distribué par Walt Disney Home Video. 
C'est le troisième film basé sur le livre Brave Petit Grille-pain de Thomas M. Disch. Il est précédé du Petit Grille-pain courageux (The Brave Little Toaster, 1987) et du Petit Grille-pain courageux : À la rescousse (The Brave Little Toaster to the Rescue, 1997).

## Synopsis
L'histoire se déroule chez le docteur Rob, vétérinaire. Ses objets électroménagers se mettent à vivre leur propre vie dès qu'il quitte la maison. On y découvre alors un grille-pain, un évier, un aspirateur, une lampe de bureau, une radio, un four à micro-onde, une calculatrice et un sonotone. En plus des appareils électroménagers, on y trouve également un doudou et un rat.
Un soir, le docteur (que les objets appellent le maître) revient chez lui accompagné de sa femme et de son bébé.
La nuit, le sonotone sort de son tiroir et va discrètement au grenier pour capter des signaux venant de l'espace.  Le grille-pain ayant aperçu les mouvements du sonotone, il le suit et le lendemain, fait aux autres objets le récit des évènements de la veille.
La deuxième nuit, le sonotone sort à nouveau et recommence à communiquer par ondes. Pendant ce temps, le bébé s'étant échappé de son lit, est attiré par le bruit du sonotone et monte donc au grenier.
Au moment où le bébé se rapproche du sonotone, une étrange lumière venue du ciel arrive au niveau de la fenêtre du grenier. Le bébé se fait alors emmener à la place du sonotone. Les autres objets, attirés eux aussi par les bruits voient le bébé être enlevé.
Demandant au sonotone des explications, ils apprennent que ce dernier avait reçu plusieurs messages venus depuis l'espace lui proposant de partir. Grâce à la calculette, les objets découvrent que les messages venaient de la planète Mars.
Afin de ramener le bébé à leur maître, les objets décident de construire une fusée.
Une fois arrivée sur Mars, les objets découvrent que Mars est peuplé par des satellites, mais aussi par de nombreux objets électroménagers, ainsi que par une poupée.
On y apprend que les nombreux objets déjà présents sont des appareils ménagers qui ont été conçus avec une obsolescence programmée. Les objets ne voulant être détruits, ils ont décidé de créer une fusée et de partie pour Mars. On y apprend que les objets sont dirigés par un grand frigo appelé "le commandant suprême" et qu'il souhaite détruire la Terre pour se venger des humains. Le poste de commandant suprême étant obtenu par élection, le grille-pain se présente aux élections et il gagne.
Après avoir gagné l'élection, on découvre que le grand frigo était en fait le frère du sonotone qui entre-temps a abandonné son idée de vengeance.
Finalement, les objets réussissent à rentrer sur Terre avec le bébé et à le remettre à ses parents.

## Distribution

### Voix originales
- Roger Kabler : La radio
- Timothy Stack : Lampy
- Eric Lloyd : Blanky (Couverture)
- Thurl Ravenscroft : Kirby (Aspi)
- Deanna Oliver : Le grille-pain
- Brian Doyle-Murray : Wittgenstein
- Andy Milder : Ratso
- Chris Young : Rob
- Jessica Tuck : Chris

### Voix françaises
- Véronica Antico : Grill-Pain
- Pascal Renwick : Aspi
- Emmanuel Curtil : la radio
- Mark Lesser : Lampy
- Kelly Marot : Couverture
- Adrien Antoine : Rob
- Sylvie Jacob : Chris
- Monique Thierry : le ventilateur de plafond et un satellite
- Emmanuel Jacomy : le commandant suprême
- Thierry Ragueneau : Ratso
- Dorothée Pousséo : Tinsellina et Robbie
- Gérard Hernandez : Sonophones (et son frère)
- Michel Mella : Wittgenstein
- Jean-Claude Donda : le ballon hippie
- Bernard Alane : le ballon avec un chapeau haut-de-forme, un monocle et un nœud de papillon
- Martha Nil : le ballon cow-girl
- Saïd Amadis : le micro-ondes
- Lisbet Guldbaek : Soliste de Je te vois changer